# Fabien Schmidt
Pour les articles homonymes, voir Schmidt.
Fabien Schmidt, né le 23 mars 1989 à Colmar, est un coureur cycliste français. Il a notamment remporté Paris-Tours espoirs en 2011. 

## Biographie
En 2011, il gagne le classement général du Circuit du Mené, du Tour de la Creuse ainsi que Paris-Tours espoirs. En fin de saison, il est stagiaire au sein de la formation FDJ dirigée par Marc Madiot.
L'année suivante, il devient professionnel dans l'équipe continentale française Roubaix Lille Métropole. Pour ses débuts à ce niveau, il remporte une étape de la Mi-août en Bretagne et termine troisième du Tour du Limousin.
En 2013, il signe un contrat avec la formation Sojasun de Stéphane Heulot. Il termine second du Rhône-Alpes Isère Tour au cours de cette saison.
La disparition de l'équipe continentale professionnelle Sojasun à la fin de l'année 2013 oblige Fabien Schmidt à retourner courir chez les amateurs de l'UC Nantes Atlantique en 2014. Il remporte cette année-là plusieurs courses, dont une étape du Tour de Bretagne (épreuve inscrite au calendrier de l'UCI Europe Tour).
En 2015, il fait le choix de rejoindre la formation bretonne Côtes d'Armor-Marie Morin, en compagnie de son frère cadet Nicolas. Entre 2015 et 2018, il gagne chez les amateurs de nombreuses courses, dont le  Tour de Bretagne 2018 face à des professionnels.
En 2019, il redevient professionnel en signant avec Delko Marseille Provence, une équipe française de deuxième division. En août, il chute sur la Polynormande et se fait opérer de l'épaule, ce qui met fin à sa saison.
Non conservé par Delko Marseille, il rejoint pour la saison 2020 l'équipe UC Briochine, quittant ainsi le circuit professionnel.  

## Palmarès
- 2009
  - 2e du Tour de Rhuys
- 2011
  - Circuit du Mené
  - Ronde Briochine
  - Tour de la Creuse :
    - Classement général
    - 1re étape (contre-la-montre par équipes)

  - Paris-Tours espoirs
  - Trio normand espoirs (avec Mathieu Cloarec et Erwan Téguel)
  - 2e du Tour de Gironde
  - 3e du Trio normand
- 2012
  - 3e étape de la Mi-août en Bretagne
  - 3e du Tour du Limousin
- 2013
  - 2e du Rhône-Alpes Isère Tour
- 2014
  - Circuit de la vallée de la Loire
  - Étoile de Tressignaux
  - Redon-Redon
  - 7e étape du Tour de Bretagne
  - 2e épreuve de la Ronde Finistérienne
  - Critérium de Dinan
  - 3e des Boucles guégonnaises
- 2015
  - Champion des Côtes-d'Armor sur route
  - 2e étape du Tour du Canton de Saint-Ciers
  - Grand Prix René Le Mené
  - 1re étape des Boucles Nationales du Printemps
  - Prix de la Saint-Laurent
  - Grand Prix de la Mine
  - Ronde du Viaduc
  - 1re et 2e (contre-la-montre) étapes du Saint-Brieuc Agglo Tour
  - 3e de La Gainsbarre
- 2016
  - Grand Prix de Saint-Rieul
  - Boucles dingéennes
  - Semi-nocturne de Matignon
  - Classement général du Tour de Loire-Atlantique
  - 3e étape de La SportBreizh
  - Grand Prix de Pornichet
  - Grand Prix de Dinan
  - Grand Prix de Cherves
  - 2e des Boucles Sérentaises
  - 2e du championnat des Côtes-d'Armor sur route
  - 2e du championnat de Bretagne sur route
  - 2e du Prix de la Saint-Laurent
  - 3e de la Ronde Briochine
- 2017
  -  Champion de Bretagne du contre-la-montre
  - 1re étape du Tour du Canton de l'Estuaire
  - Boucles du Val d'Oust et de Lanvaux
  - Tour de la Manche :
    - Classement général
    - 5e étape

  - Ronde briochine
  - Grand Prix de la Pentecôte à Moncontour
  - Critérium de Bonchamp-lès-Laval
  - Challenge d'or :
    - Classement général
    - Étoile d'or

  - Tour d'Auvergne :
    - Classement général
    - 2e étape

  - Classement général de l'Estivale bretonne
  - Saint-Brieuc Agglo Tour :
    - Classement général
    - 1re étape

  - La Cancaven
  - Trophée Noret :
    - Classement général
    - 1re (contre-la-montre) et 2e étapes

  - 2e du Grand Prix du Pays de Montbéliard
  - 2e de la Flèche d'Armor
  - 3e des Boucles de l'Austreberthe
  - 3e de Manche-Océan
- 2018
  -  Champion de Bretagne sur route
  - Circuit des plages vendéennes :
    - Classement général
    - 3e épreuve

  - La Melrandaise
  - Grand Prix de Vougy
  - Redon-Redon
  - Boucles de la Loire
  - Classement général du Tour de Bretagne
  - Grand Prix de Pornichet
  - 3e et 4e étapes de l'Estivale bretonne
  - Grand Prix d'Arzon
  - 6e épreuve de la Ronde Finistérienne
  - 3e étape du Saint-Brieuc Agglo Tour
  - 3e étape de la Boucle de l'Artois
  - Souvenir René Lochet
  - Grand Prix de Névez
  - 2e des Boucles guégonnaises
  - 2e de la Boucle de l'Artois
  - 2e du Grand Prix de Beuzec-Conq
  - 3e du Grand Prix U
  - 3e du championnat de Bretagne du contre-la-montre
- 2020
  - Ronde Finistérienne :
    - Classement général
    - 4e et 5e épreuves

  - 2e du Chrono des Achards
  - 2e du Prix de Plouigneau
- 2021
  - Mémorial d'Automne
  - 3e du championnat de Bretagne du contre-la-montre
- 2022
  - Plaintel-Plaintel
  - Tour des Mauges :
    - Classement général
    - 1re et 2e (contre-la-montre) étapes

  - Prix de Coatélan-Plougonven
  - 2e du Saint-Brieuc Agglo Tour
  - 3e de Bordeaux-Saintes
  - 3e de la Ronde Briochine
  - 3e du Grand Prix des Filets Bleus

## Classements mondiaux
| Année           | 2011 | 2012 | 2013 | 2014 | 2015 | 2016 | 2017   | 2018 |
| --------------- | ---- | ---- | ---- | ---- | ---- | ---- | ------ | ---- |
| UCI Europe Tour | 195e | 197e | 212e | 529e | nc   | nc   | 1 495e | 788e |